# Onze-Lieve-Vrouwcollege (Zottegem)

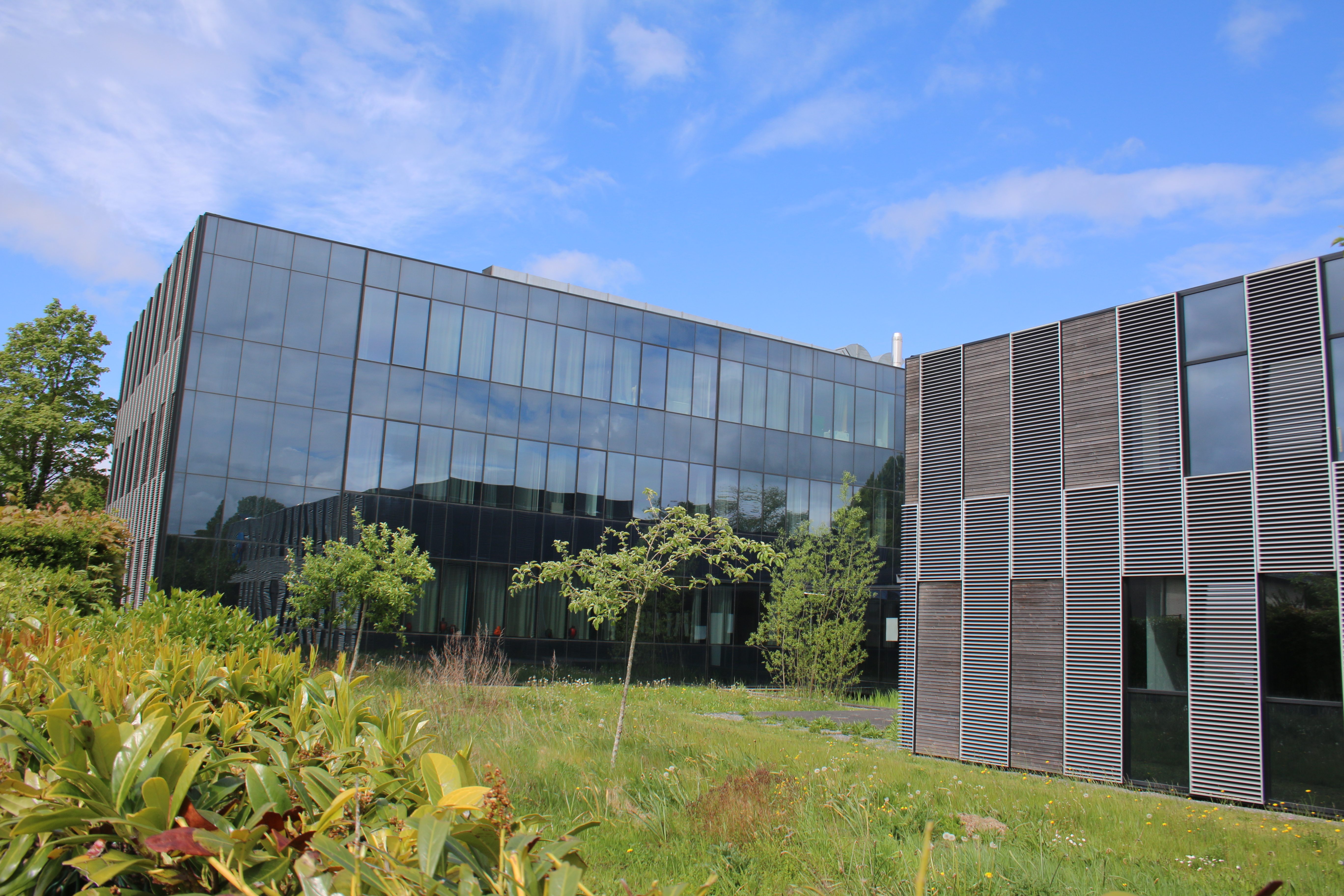
Onze-Lieve-Vrouwcollege Campus Bevegem

Het Onze-Lieve-Vrouwcollege in de Belgische stad Zottegem is een secundaire school met een aso-programma, tso-programma en bso-programma. De school behoort tot het Katholiek Secundair Onderwijs Zottegem (KSOZ). Er zijn drie campussen: Bevegem (in de Ooststraat), Centrum (in de Nieuwstraat) en Grotenberge (in de Parkstraat). In 2020 werden de gebouwen van Campus Grotenberge verbouwd. Vanaf 2022 zou de Campus Centrum sluiten en ondergebracht worden in een nieuwbouw op Campus Bevegem en op Campus Grotenberge.
Tot op heden is de nieuwbouw op Campus Bevegem nog niet gebouwd en blijft Campus Centrum nog voor onbepaalde tijd open.

## Geschiedenis
De school ontstond in 1999 uit de fusie van de drie katholieke secundaire centrumscholen van Zottegem – toen nog het College O.-L.-Vrouw van Deinsbeke (ontstaan als middelbare afdeling van het in 1862 opgerichte Gesticht Onze-Lieve-Vrouw van Deinsbeke), het O.-L.-.Vrouw-van-Lourdesinstituut in Grotenberge (waar August De Rouck in 1875 een klooster had laten bouwen en vanaf 1880 een jongensschool oprichtte) en het Sint-Barbarainstituut (opgericht in 1818 als school en opvangplek voor arme en wezenmeisjes) in Zottegem-centrum. De drie scholen gingen samen als Scholengemeenschap Katholiek Secundair Onderwijs Zottegem. Sinds 2002 worden de drie campussen bestuurd door een inrichtende macht onder de naam 'Katholiek Secundair Onderwijs Zottegem' (KSOZ). In 2004 kreeg de school de naam Onze-Lieve-Vrouwcollege (OLVC).